# 로빈 더글러스
로빈 더글러스(Robyn Douglass, 1953년 6월 21일 ~ )는 미국의 모델, 배우, 텔레비전 배우, 영화배우이다.
센다이시에서 태어났다.

## 영화
- 뉴욕 대지진 (1999년)
- 프리즈 프레임(영어판) (1993년)
- 휴스턴 나이츠 (1987년)
- 외로운 사내 (1984년)
- 로맨틱 코미디 (1983년)
- 파트너 (1982년)
- 배틀스타 갤럭티카 - 1980년 TV 시리즈 (1980년)
- 브레이킹 어웨이 (1979년)